# Fadrique Álvarez de Toledo y Ponce de León
Fadrique Álvarez de Toledo y Ponce de León (Madrid, 27 febbraio 1635 – Madrid, 9 giugno 1705) è stato un militare spagnolo, che ha ricoperto importanti incarichi nel governo.

## Biografia
Nacque a Madrid il 27 febbraio 1635, figlio postumo di Fadrique Álvarez de Toledo Osorio, I marchese di Villanueva de Valdueza, e di doña Elvira Ponce de León. Dopo la morte di suo zio García Álvarez de Toledo Osorio (1579-1649) divenne VII marchese di Villafranca, VI conte di Peña-Ramiro, IV duca di Fernandina e IV principe di Montalbán.
Si dedicò fin dalla sua giovinezza alla carriera militare agli ordini del padre, e raggiunse la sua prima posizione importante nel 1663, come capitano generale delle galee della Sicilia. Soccorse Candia dall'attacco dei Turchi nel 1667 e fu nominato comandante in capo delle galee di Napoli (1670).
Fu un intelligente viceré di Napoli ad interim, durante l'assenza di don Pedro Antonio de Aragón nel 1671; al suo ritorno in Spagna fu proposto per occupare la posizione di viceré della Nuova Spagna, carica che rifiutò. Due anni dopo fu nominato viceré di Sicilia (1673-1676). Nel 1676 fu nominato tenente generale del Mare e subito dopo ottenne l'ambita carica di capitano generale del Mare Oceano.
Fu sempre molto vicino alla famiglia reale, accompagnò l'infanta Margarita al suo matrimonio con Leopoldo I del Sacro Romano Impero Germanico. Durante la guerra di successione spagnola era un convinto sostenitore di Filippo di Borbone, e quando questi salì al trono come re Filippo V lo fece maggiordomo maggiore (1701), ministro della giunta del governo (1702) e cavaliere dell'Ordine dello Spirito Santo (1702).